# العلاقات البالاوية الغرينادية
العلاقات البالاوية الغرينادية هي العلاقات الثنائية التي تجمع بين بالاو وغرينادا.

## مقارنة بين البلدين
هذه مقارنة عامة ومرجعية للدولتين:
| وجه المقارنة                                              | بالاو                         | غرينادا                                         |
| --------------------------------------------------------- | ----------------------------- | ----------------------------------------------- |
| المساحة (كم2)                                             | 465                           | 348                                             |
| عدد السكان (نسمة)                                         | 21.73 ألف                     | 107.83 ألف                                      |
| الكثافة السكانية (ن./كم²)                                 | 4.67 ألف                      | 30.99 ألف                                       |
| العاصمة                                                   | نغيرولمود، كورور              | سانت جورجز                                      |
| اللغة الرسمية                                             | لغة إنجليزية، اللغة البالاوية | لغة إنجليزية، لغة غرينادا الكريولية الإنجليزية ‏ |
| العملة                                                    | دولار أمريكي                  | دولار شرق الكاريبي                              |
| الناتج المحلي الإجمالي (بليون دولار)                      | 291.54 مليون                  | 1.12 مليار                                      |
| الناتج المحلي الإجمالي (تعادل القوة الشرائية) بليون دولار | 326.12 مليون                  | 1.45 مليار                                      |
| الناتج المحلي الإجمالي الاسمي للفرد دولار أمريكي          | 13.50 ألف                     | 9.21 ألف                                        |
| الناتج المحلي الإجمالي للفرد دولار أمريكي                 | 14.76 ألف                     | 12.43 ألف                                       |
| مؤشر التنمية البشرية                                      | 0.780                         | 0.750                                           |
| رمز المكالمات الدولي                                      | +680                          | +1473                                           |
| رمز الإنترنت                                              | .pw                           | .gd                                             |
| المنطقة الزمنية                                           | ت ع م+09:00                   | 00                                              |

## منظمات دولية مشتركة
يشترك البلدان في عضوية مجموعة من المنظمات الدولية، منها:
| علم المنظمة | اسم المنظمة                                 | تاريخ انضمام بالاو | تاريخ انضمام غرينادا |
| ----------- | ------------------------------------------- | ------------------ | -------------------- |
|             | مجموعة دول أفريقيا والكاريبي والمحيط الهادئ | ?                  | ?                    |
|             | مؤسسة التنمية الدولية                       | 16 ديسمبر 1997     | 28 أغسطس 1975        |
|             | الأمم المتحدة                               | 15 ديسمبر 1994     | 17 سبتمبر 1974       |
|             | البنك الدولي للإنشاء والتعمير               | 16 ديسمبر 1997     | 27 أغسطس 1975        |
|             | منظمة حظر الأسلحة الكيميائية                | ?                  | ?                    |
|             | مؤسسة التمويل الدولية                       | 16 ديسمبر 1997     | 28 أغسطس 1975        |
|             | وكالة ضمان الاستثمار متعدد الأطراف          | 16 ديسمبر 1997     | 12 أبريل 1988        |
|             | تحالف الدول الجزرية الصغيرة                 | ?                  | ?                    |
|             | يونسكو                                      | 20 سبتمبر 1999     | 17 فبراير 1975       |